# Schéma directeur (informatique)
Un schéma directeur informatique est une étape majeure pour la définition, la formalisation, la mise en place ou l'actualisation d'un système d’information. Ce document de synthèse est établi par la direction informatique et validé par la direction générale de l'organisation. Pour un horizon déterminé, le document final décrit de manière concrète comment le système d'information et l'informatique vont être déployés pour répondre aux objectifs fixés et fournir les services attendus. L'élaboration d'un tel document résulte généralement d'une démarche projet censée offrir une vue globale de l’état actuel du système, une spécification des besoins et la définition des orientations à prendre. C'est dire qu'il résulte d'une démarche anticipatrice et normative. Un schéma directeur peut donner lieu à suggestion de plusieurs scénarios dont le sort est tranché par la direction générale. Au bout du compte toutes les décisions arrêtées sont clairement explicitées et font l'objet d'un échelonnement et d'une programmation dans le temps : finalités visées, procédures à réaliser, sélection des moyens et ressources nécessaires et suffisantes, séquences et étapes à respecter. Outre la planification des actions, le schéma directeur doit déboucher sur une évaluation d'un budget associé pour ce faire.
Par son ampleur, le schéma directeur constitue l'étape fondatrice du cycle de vie d’un système informatique : il fait la lumière sur les options possibles, les choix opérés et la programmation échelonnée dans le temps des actions retenues pour accompagner l'organisation dans son développement. Le lancement de l’étape schéma directeur doit nécessairement intervenir dès lors que l'informatique représente un facteur clé de succès dans une organisation (du fait des enjeux en cause ou de son importance). Cette étape est également indispensable lorsque le système en place, fiable à une époque précédente, n’est plus fiable aujourd’hui (on dit de ce système qu’il a épuisé son cycle de vie). 

## Enjeux du schéma directeur
En fonction du statut et du rôle joué par l'informatique dans une organisation donnée plusieurs types d'enjeux sont à l'œuvre :
- Schéma directeur d'une informatique Centre de coût : L'enjeu principal — pour un niveau de service donné — vise essentiellement à optimiser le ratio coût-efficacité.
- Schéma directeur d'une informatique support aux métiers : L'enjeu majeur consiste à favoriser le développement et la rentabilité de l'exercice des métiers concernés, au prix d'un investissement raisonné d'accompagnement.
- Schéma directeur d'une informatique cœur de métier : Dans cette hypothèse, l'informatique est indissociable de l'activité vitale de l'organisation (Sites web marchands par ex.). L'investissement informatique est l'une des parties prenantes de la rentabilité d'un centre de profit.

## Contenu du schéma directeur
En cohérence avec la stratégie générale de l'entreprise, après un bilan de l'existant et des opportunités de l'état de l'art, le schéma directeur doit toujours avoir pour objectif d'orienter les politiques du systèmes d'information. Il précise les axes prioritaires ou lignes directrices des technologies de l'information.  Il peut avec profit s'appuyer sur une logique de cartographie informatique de l'entreprise, voire d'urbanisme. Il doit toujours déboucher sur un phasage des plans d'action et un budget.

## Types de schémas directeurs
On peut distinguer parmi les schémas directeurs les trois types suivants :
- Le schéma directeur stratégique à dominante politique qui est en quelque sorte l’apanage de grandes administrations ou sociétés et qui produit des solutions à moyen ou long terme. Par exemple le rachat de la Compagnie UTA par Air France est un acte de stratégie politique destiné à faire face à la concurrence des grandes compagnies aériennes internationales. Cette décision qui donne plus d’envergure à Air France a pour conséquence la mise en place et la gestion d’un nouveau système.

- Le schéma directeur à dominante « moyens » peu éloigné du précédent dans l’esprit, doit déboucher sur une solution d’architecture technique pour la réalisation d’un projet dont les contours conceptuels et logiques sont connus. Elle doit prendre en compte l’évolution du marché ou les techniques du domaine étudié.

- Le schéma directeur opérationnel qui s’appuie sur des modèles spécifiques pour décrire une solution à long terme.

## Méthodes
Il existe plusieurs méthodes de schémas directeurs :
- La méthode BSP Business System Planning, d'IBM, dans les années 1960-70, orientée opportunité d'investissement
- RACINES, approche structurée et rationnelle, surtout présente dans les administrations françaises dans les années 1970-1980
- La méthode Nolan Norton, méthode orientée retour sur investissement, introduit notamment la notion de portefeuille applicatif    ou Application Portfolio Management (APM)
- La méthode S-ISP Strategic - Information System Planning, nouvelle ingénierie des systèmes information.

## Cycle de vie
Le cycle de vie est constitué de quatre phases :
1. Phase de conception
2. Phase de gestion
3. Phase de fonctionnement
4. Phase de remplacement